# Alexander Aaronsohn
Alexander Aaronsohn (n. 28 septembrie 1888, Zihron Iaakov, Subdistrictul Haifa, Imperiul Otoman – d. 28 martie 1948, Nisa, Franța) a fost un activist sionist și scriitor evreu palestinian 
Acesta a făcut parte din influenta familie Aaronsohn, figuri importante în mișcarea sionistă: fratele său a fost botanistul Aaron Aaronsohn, iar sora sa a fost Sarah Aaronsohn, figură importantă a spionajului britanic în Palestina otomană. Părinții săi au făcut parte dintr-un grup de sioniști care au emigrat din România, fondând localitatea Zihron Yaakov.